# Kreuzlängsschwellengleis

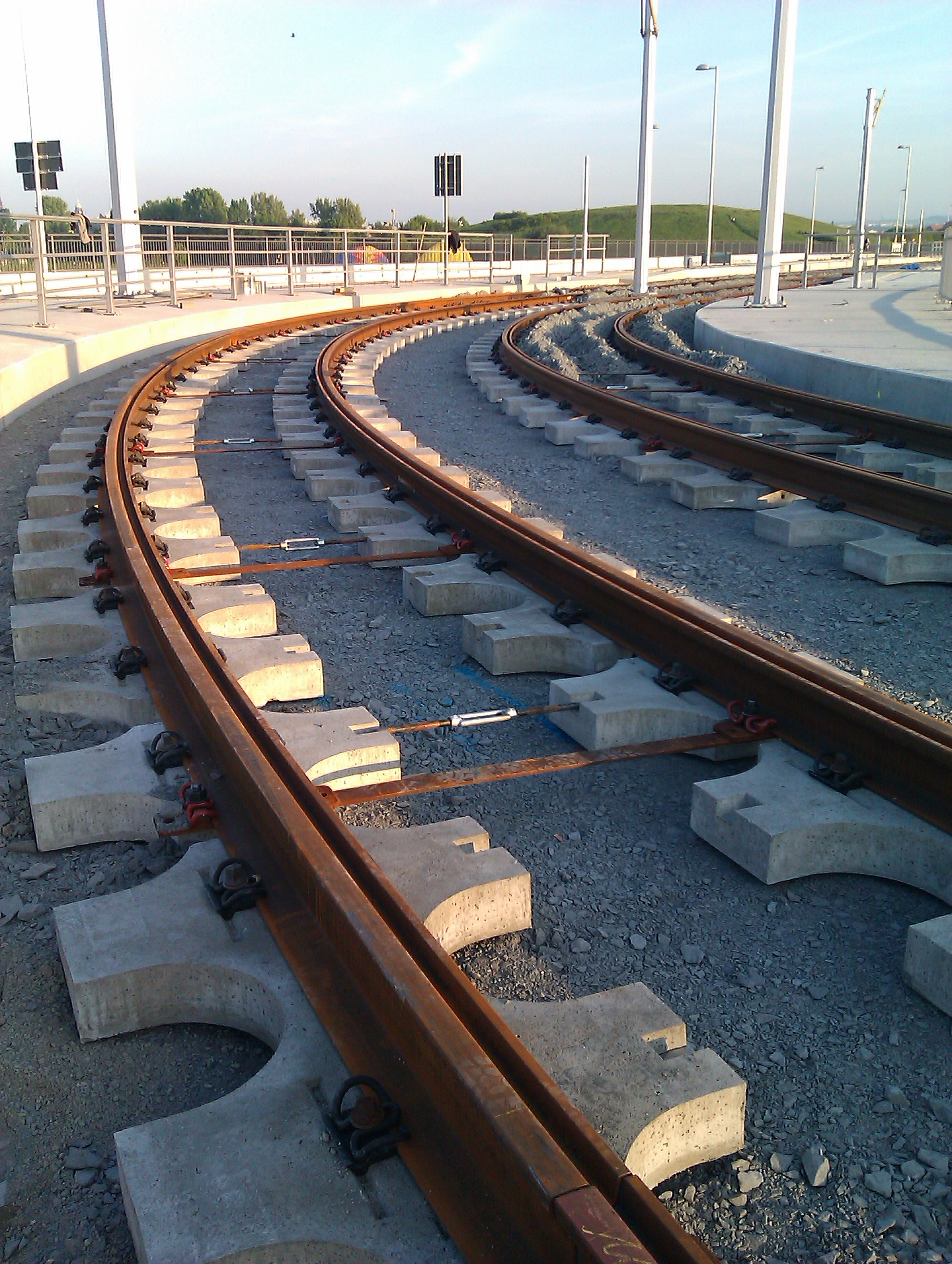
Kreuzlängsschwellengleis ohne Gleiseindeckung

Beim Kreuzlängsschwellengleis (KLS) erfolgt die Anordnung der Schwellen längs zur Gleisachse. Die Schwellen sind mit Querstäben aus Metall, den so genannten Spurhaltebügeln, untereinander verbunden. Die Auflagerfläche erhöht sich bei der Längsschwelle im Vergleich zur Querschwelle erheblich. Dadurch sind eine geringere Bauhöhe, ein höherer Querverschiebewiderstand und ein geringerer Sohlpressdruck vorhanden. Ihr Haupteinsatzgebiet sind im Belag eingelassenen Straßen- und Stadtbahngleise.